# 30 パーク・プレイス
３０パーク・プレイス (30 Park Place、別名：Four Season Private Residences New York Downtown) は、ニューヨーク市マンハッタン区トライベッカにある超高層ビルである。

## 概要
全高937フィート (286 m)の82階建で、ダウンタウンエリアでは最も高いマンションビルとなる。上層階はマンションになっており、ミッドタウンのスカイラインやニューヨーク港の景色が一望できる。このマンションは全157の入居ユニットを持ち、各ユニットは1-6ベッドルーム構成となっている。全てのユニットはパーク・プレイスに面するマンション専用のロビーに通じている。下層部は189室のフォーシーズンズ・ホテルとなり、全ての客室はBバークレイ・ストリート (Barclay Street) に面するロビーへと通じている。

## 建設と資金調達
デベロッパーはen:Silverstein Properties、プロジェクトマネジメントはen:Tishman Construction 、設計はRobert A. M. Stern Architectsによる。フォーシーズンズ・ホテルが使用することになっている。2013年5月、Silverstein Propertiesは建設資金として$6億6000万を調達した。建設は2013年秋に着工された。2015年3月に建設は最頂部へと到達し、同年8月に外装と窓の取り付け工事が完了した。2016年9月19日にホテルの開業式典が開かれた。

## 施設
このビルはコンシェルジュとドアマン、ジム、プール、メディア・ルーム、児童遊戯室、ベビー・グランド・ピアノが設置された2階分の吹抜けのサンルーム、ケータリング・キッチンの付いたプライベート・ダイニングが備わる予定である。